# Faye-d'Anjou
Faye-d'Anjou é uma ex-comuna francesa na região administrativa da Pays de la Loire, no departamento de Maine-et-Loire. Estendeu-se por uma área de 30,4 km². Em 2010 a comuna tinha 1 289 habitantes (densidade: 42,4 hab./km²).
Em 1 de janeiro de 2016 foi fundida com as comunas de Thouarcé, Champ-sur-Layon, Faveraye-Mâchelles e Rablay-sur-Layon para a criação da nova comuna de Bellevigne-en-Layon.

## História
A vila de Faye é designada "Faye d'Anjou" desde 1923.